# Ondřej Ježek
Ondřej Ježek (Brno, 15 marzo 1989) è un pilota motociclistico ceco ritiratosi dall'attività agonistica.

## Carriera

### Europeo Stock 600
Esordisce nel campionato europeo Superstock 600 nel 2005, correndo gli ultimi sette Gran Premi a bordo di una Kawasaki ZX-6RR, ottenendo 39 punti. Nella stessa stagione si classifica quattordicesimo nell'europeo Supersport. Nel 2006 corre nello stesso campionato a bordo della stessa moto, terminando la stagione al 6º posto con 57 punti. Nel 2007 corre gli ultimi cinque Gran Premi del Campionato europeo Superstock 600, in occasione del Gran Premio di Germania ottiene il primo podio di categoria giungendo terzo al traguardo. Chiude la stagione al diciottesimo posto con 19 punti.
Nel 2008 corre tre Gran Premi nella Superstock 600 e uno nella Superstock 1000 FIM Cup, tutti in qualità di wildcard, nella prima categoria a bordo di una Kawasaki ZX-6R, nella seconda a bordo di una Honda CBR1000RR; nella prima categoria ha anche ottenuto 13 punti. Nel 2009 corre nella Superstock 1000 FIM Cup a bordo di una Honda CBR1000RR e termina la stagione al 7º posto con 76 punti, ottenendo il primo podio di categoria, classificandosi terzo nel Gran Premio di Repubblica Ceca a Brno. Nel 2010 corre a bordo di un'Aprilia RSV4 1000 e termina la stagione al 19º posto con 18 punti.
Esordisce nel mondiale Supersport nel 2011 ingaggiato dal team SMS Racing alla guida della Honda CBR600RR.Chiude la stagione d'esordio in questa categoria al ventitreesimo posto con 9 punti raccolti. Nel 2012 inizia la stagione nel mondiale Supersport con lo stesso team della stagione precedente, salvo poi trasferirsi in Superstock 1000 FIM Cup a partire dal Gran premio d'Italia a Monza dove guida una Ducati 1098R del team SK Energy Racing. Chiude la stagione in Stock 1000 all'undicesimo posto con 48 punti.

### Superstock 1000 FIM Cup
Nel 2013 rimane nel team dell'anno precedente che gli affida una Ducati 1199 Panigale, chiude la stagione al sesto posto con 88 punti e un podio ottenuto nel Gran Premio d'Italia a Imola. Nel 2014 è nuovamente pilota titolare nella Superstock 1000 FIM Cup, guida la stessa moto della stagione precedente ma cambia team, passando al Barni Racing, con compagno di squadra Leandro Mercado. In questa stagione ottiene la sua prima vittoria nella Stock 1000 FIM Cup, andando a vincere il Gran Premio d'Italia a Imola. Chiude la stagione al sesto posto con 69 punti.
Nel 2015 è nuovamente al via della Superstock 1000 FIM Cup con la stessa moto e lo stesso team del 2014. Il compagno di squadra in questa stagione è Marc Moser. Ottiene la sua prima pole position in carriera nel Gran Premio d'Italia a Imola. Chiude la stagione al quinto posto con 82 punti. Dopo quattro stagioni in Superstock 1000 FIM Cup, nel 2016 torna nel campionato mondiale Supersport, gli viene infatti affidata dal team Go Eleven una Kawasaki ZX-6R. Il compagno di squadra per questa stagione è Christian Gamarino. Chiude la stagione al quattordicesimo posto in classifica piloti, con 41 punti ottenuti.

### Mondiale Superbike
Nel 2017 si trasferisce nel campionato mondiale Superbike in sella ad una Kawasaki ZX-10R del team Grillini Racing, con l'italiano Ayrton Badovini come compagno di squadra. In questa stagione è costretto a saltare il Gran Premio di Aragona a causa di un infortunio. Chiude la stagione al ventitreesimo posto con ventidue punti ottenuti. Nel 2018 rimane nel mondiale Superbike cambiando però squadra e motocicletta, si trasferisce infatti al team Guandalini Racing che gli affida una Yamaha YZF-R1. A partire dal Gran Premio degli Stati Uniti il suo posto in squadra viene preso da Karel Hanika. I punti ottenuti gli consentono di chiudere al trentesimo posto in classifica a fine stagione.
Nel 2019 gareggia nel mondiale Endurance. Terminata la propria carriera agonistica rimane nel mondo dei motori come commentatore televisivo per l'emittente Nova Sport.

## Risultati in gara

### Campionato mondiale Supersport
| 2011 | Moto  |    |    |     |    |     |     |     |    |    |    |    |    |  |  | Punti | Pos. |
| ---- | ----- | -- | -- | --- | -- | --- | --- | --- | -- | -- | -- | -- | -- |  |  | ----- | ---- |
| 2011 | Honda | 12 | 13 | Rit | SQ | Rit | Rit | Rit | 18 | 17 | 14 | 16 | NP |  |  | 9     | 23º  |

| 2012 | Moto  |     |  |  |  |  |  |  |  |  |  |  |  |  |  | Punti | Pos. |
| ---- | ----- | --- |  |  |  |  |  |  |  |  |  |  |  |  |  | ----- | ---- |
| 2012 | Honda | Rit |  |  |  |  |  |  |  |  |  |  |  |  |  | 0     |      |

| 2016 | Moto     |   |    |    |   |   |    |     |  |     |    |    |    |  |  | Punti | Pos. |
| ---- | -------- | - | -- | -- | - | - | -- | --- |  | --- | -- | -- | -- |  |  | ----- | ---- |
| 2016 | Kawasaki | 8 | 10 | 14 | 9 | 6 | 17 | Rit |  | Rit | 13 | 18 | 11 |  |  | 41    | 14º  |

| Legenda | 1º posto        | 2º posto            | 3º posto           | A punti      | Senza punti        | Grassetto – Pole position Corsivo – Giro più veloce |
| Legenda | Gara non valida | Non qual./Non part. | Ritirato/Non class | Squalificato | '-' Dato non disp. | Grassetto – Pole position Corsivo – Giro più veloce |

### Campionato mondiale Superbike
| 2017 | Moto     |    |    |    |    |     |     |    |    |    |    |    |    |    |    |    |    |     |    |    |    |    |    |    |     |    |    |  |  | Punti | Pos. |
| ---- | -------- | -- | -- | -- | -- | --- | --- | -- | -- | -- | -- | -- | -- | -- | -- | -- | -- | --- | -- | -- | -- | -- | -- | -- | --- | -- | -- |  |  | ----- | ---- |
| 2017 | Kawasaki | 18 | 17 | 18 | 13 | Inf | Inf | 16 | 18 | 16 | 17 | 18 | 13 | 14 | 12 | 19 | 17 | Rit | 16 | 16 | 11 | 16 | 18 | 15 | Rit | 14 | 14 |  |  | 22    | 23º  |

| 2018 | Moto   |    |     |     |    |    |    |    |    |    |    |    |    |    |    |  |  |  |  |  |  |  |  |  |  |  |  |  |  | Punti | Pos. |
| ---- | ------ | -- | --- | --- | -- | -- | -- | -- | -- | -- | -- | -- | -- | -- | -- |  |  |  |  |  |  |  |  |  |  |  |  |  |  | ----- | ---- |
| 2018 | Yamaha | 15 | Rit | Rit | SQ | SQ | SQ | SQ | SQ | 18 | 15 | 18 | 17 | 17 | 18 |  |  |  |  |  |  |  |  |  |  |  |  |  |  | 2     | 30º  |

| Legenda | 1º posto        | 2º posto            | 3º posto           | A punti      | Senza punti        | Grassetto – Pole position Corsivo – Giro più veloce |
| Legenda | Gara non valida | Non qual./Non part. | Ritirato/Non class | Squalificato | '-' Dato non disp. | Grassetto – Pole position Corsivo – Giro più veloce |